# Augustin-Charles d'Aviler
 (mars 2019).
Si vous disposez d'ouvrages ou d'articles de référence ou si vous connaissez des sites web de qualité traitant du thème abordé ici, merci de compléter l'article en donnant les références utiles à sa vérifiabilité et en les liant à la section « Notes et références ».
Augustin-Charles d'Aviler (ou Charles-Augustin D'Aviler ou Daviler) est un architecte français né à Paris en 1653 et mort le 23 juin 1701 à Montpellier. Il est l'un des principaux promoteur du canon vignolesque, mais loin de se contenter de le publier, il le développe en proposant des variantes de motifs pour conférer plus de souplesse et d'expressivité au système rigide des cinq ordres.

## Biographie

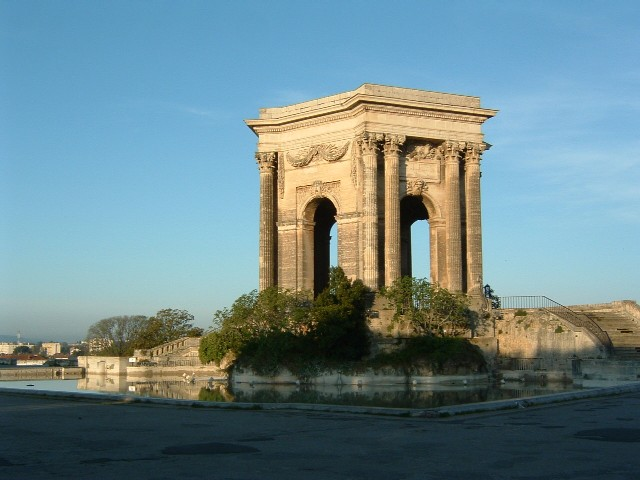
Le Château d'eau du Peyrou de Henri Pitot à Montpellier.

Issu de la noblesse de robe, il est d'abord élève de Jean-François Blondel (1683-1756), architecte français et auteur du Palais des Consuls à Rouen à l'Académie royale de peinture et de sculpture.
Ses qualités d'architecte lui valent une bourse d'études à l'Académie de France à Rome. Il part en 1674 en compagnie d'Antoine Desgodets, mais le bateau qui l'emmenait en Italie est pris d'assaut par des Maures, et il est retenu 18 mois en esclavage à Alger puis à Tunis. Enfin parvenu à Rome, il y étudie de 1676 à 1679 sous la direction de Charles Errard.
À peine rentré, il entreprend un commentaire de la théorie «des 5 ordres » de Vignole. 

Afin d'acquérir une réelle pratique, il est apprenti-architecte de 1684 à 1689 sous la direction de Jules Hardouin-Mansart. Il obtient à la mort de Colbert la protection de Louvois, ce qui lui permet de publier à partir du Dictionnaire de Félibien un Cours d'architecture complet (1691).
Il s'établit ensuite à Montpellier où les commandes qui lui sont adressées se multiplient, dont l’arc de triomphe du Peyrou et les débuts de l'aménagement de cette vaste esplanade s'apparentant à une place royale (la statue équestre de Louis XIV trône en son milieu). Il fournira aussi le dessin des lambris de la chapelle des Pénitents blancs de cette ville.
Il édifie également les casernes de Nîmes, Lunel, Montpellier (disparues dans les années 1980), Mèze et Béziers, les églises Saint-Denis de Montpellier ou Saint-Pierre du Vigan ou encore l'hôtel de ville de Nîmes au milieu de nombreuses autres réalisations.

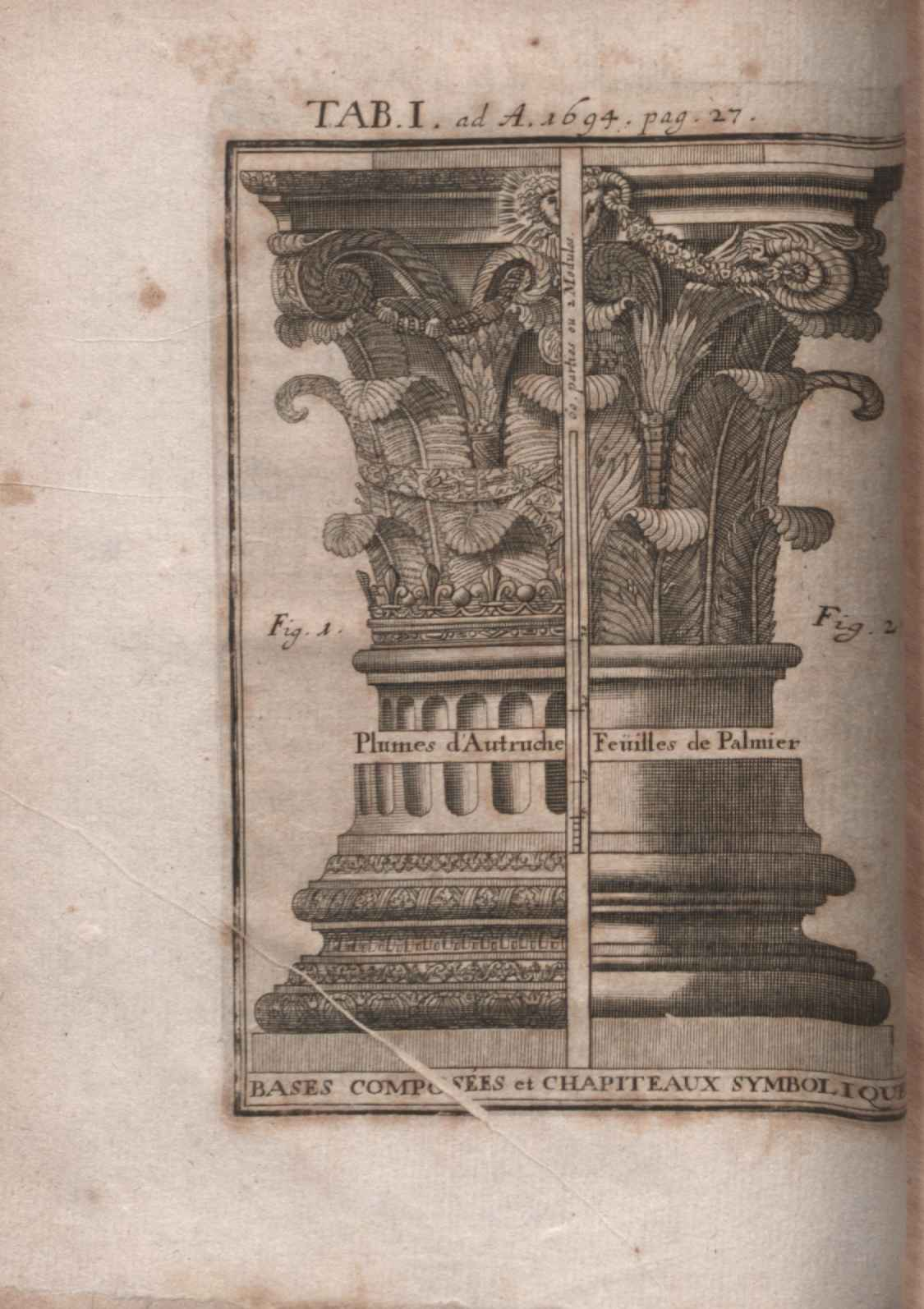
Illustration de la critique à le Cours d'architecture publiée sur les Acta Eruditorum du 1694

Écrasé de travail, d'Aviler y laisse sa santé et meurt prématurément.

## Œuvres
- Vincenzo Scamozzi (trad. Augustin-Charles d'Aviler), Les cinq ordres d'architecture de Vincent Scamozzi tirez du 6e livre de son idée générale d'architecture, Paris, Jean-Baptiste Coignard, 1685 (lire en ligne).
- Augustin-Charles d'Aviler, Cours d'architecture…, Paris, Nicolas Langlois, 1691, http://architectura.cesr.univ-tours.fr/Traite/Notice/ENSBA_LES223.asp?param=
- Augustin-Charles d'Aviler, Cours d'architecture qui comprend les ordres de Vignole, t. 1, Paris, Jean Mariette, 1710 (lire en ligne) Digital.
- Augustin-Charles d'Aviler, Cours d'architecture qui comprend les ordres de Vignole, t. 2, Paris, Jean Mariette, 1710 (lire en ligne).
- Augustin-Charles d'Aviler et Pierre-Jean Mariette, Cours d'architecture, Paris, Pierre-Jean Mariette, 1750, 408 p. (lire en ligne).
- Augustin-Charles d'Aviler, Dictionnaire d'architecture civile et hydraulique et des arts qui en dépendent, Paris, Charles-Antoine Jombert, 1755 (lire en ligne sur Gallica).
- Augustin-Charles d'Aviler - Cours d'architecture (1691), rééd. éditions de l'Espérou, coll. Publications de l'université de Montpellier 3  (ISBN 2-84269-479-1)

Bibliographie sur le site Architectura.